# Kallikratisprogramma
Het Kallikratisprogramma (Grieks: Πρόγραμμα Καλλικράτης, Programma Kallikrates) is een in 2010 geïntroduceerde ingrijpende hervorming van de Griekse overheid met de bedoeling tot kostenbesparing en beperking van de bureaucratie te komen.
Bij het in 1997 geïntroduceerde eerdere Kapodistriasplan ontstond al snel behoefte aan verdergaande hervorming. Ontwerpen voor een verdere hervorming van de lokale overheid werden onder de noemer Kapodistrias 2 besproken. De regeringswisseling in oktober 2009 en het voelbaar worden van de Griekse financiële crisis maakte de urgentie van de hervorming duidelijk. Het publiek werd zich bewust van het inflatieprobleem in de publieke sector, de inefficiëntie van de Griekse overheid en de noodzaak van bezuinigingen. Het Internationaal Monetair Fonds en de door regering Papandreou voor financiële hulp benaderde EU-landen maakten hun ondersteuning afhankelijk van vergaande bezuinigingen en hervormingen.
De naar Kallikrates - de architect van de Akropolis - genoemde hervorming bepaalt dat de eerdere vijf niveaus van de overheid moeten worden teruggebracht tot drie. Tegelijkertijd moeten duizenden vormen van overheidssteun worden afgeschaft of samengevoegd.
- het aantal gemeenten werd teruggebracht van 1034 tot minder dan 370;
- elk eiland (met uitzondering van Kreta en Euboea) krijgt slechts één gemeenteraad;
- in plaats van de eerdere 54 departementen komen 13 periferieën (Περιφέρεια) met een gekozen president;
- de bestaande 13 administratieve regio's worden vervangen door zeven Apokentromeni dioikisi (Αποκεντρωμένη Διοίκηση) met een door de regering benoemd hoofd;
- het aantal deelgemeenten zal worden teruggebracht van 6.000 tot 2.000;
- het aantal gekozen vertegenwoordigers wordt gehalveerd. Het aantal burgemeesters, prefecten en departementale adviseurs wordt teruggebracht van 50.000 naar 25.000 en hun vergoeding tot 80% teruggebracht. Zo wordt 60% van de salariskosten van 914 burgemeesters, 120 gemeentesecretarissen, 57 prefecten, 195 vice-prefecten, 1496 prefectuurraden, en 703 regionale raden uitgespaard.

Volgens berichten in de media zullen bij de hervorming van Kallikratis 200.000 werknemers betrokken zijn.
Het Kallikratis programma moet een jaarlijkse besparing van 1,8 miljard euro opleveren.